# U zlatého kříže
Dům U zlatého kříže je dům v centru Prahy v ulici Lodecká. 
Dům na adrese Lodecká 4 na Praze 1 pochází z 12. století. Původně nesl název U dvou spasených duší, později se však z něj stal oblíbený pivovar U zlatého kříže, který byl hojně navštěvovaný, jak dokazují vykopávky ze studny v jižní části parcely. Z pohledu okolní zástavby, která vznikala v průběhu 20. století, patří tento dům k architektonickým unikátům. Vzhled domu připomíná dřívější historickou podobu Petrského náměstí. V současnosti má budova barokní ráz díky rekonstrukci z první poloviny 19. století. 
V 19. století patřil dům majiteli Špačkovi, který budovu využíval jako stáje pro své koně a tyto stáje pak pronajímal C. K. Poště. V první polovině 19. století bydlel v tehdejším domě v Lodecké (dříve Mlýnská) Karel Hynek Mácha, údajně tu pobýval do svých 11 let. Dům prošel během své historie požáry a dalšími živelními katastrofami, kvůli čemuž byl přestavován. Původní domy na Petrském náměstí byly ve 30. letech 20. století zbourány a na jejich místě vznikly činžovní domy. Budova U zlatého kříže byla zbourána jen zčásti kvůli nedostatku financí. Po znárodnění v poválečných letech byla v místě domu v Lodecké 4 vybudována v průběhu 70. let uhelná kotelna a truhlárna. 
Po roce 1989 dům zpět získali restituenti a ten pak odkoupila společnost Bunkr s.r.o., která z něj vytvořila sídlo rockového klubu. Na stejném místě v 90. letech vzniklo Radio 1 a vznikla zde také Linhartova nadace, domu se začalo říkat po revoluci Domeček. V letech 1998-2000 byl dům v Lodecké 4 rozsáhle rekonstruován. V přízemí vznikla po rekonstrukci  galerie Originalart. Ve dvorním traktu zde od roku 2000 sídlila nyní již zaniklá Červená tabulka. V roce 2003 v prostorách galerie sídlila vinotéka Club de Vins.
Od roku 2008 tu návštěvníci najdou restauraci Grand Cru.